# 八幡神社 (南伊豆町子浦)
八幡神社（はちまんじんじゃ）は、静岡県賀茂郡南伊豆町子浦（こうら）にある神社。

## 概要
南伊豆町の西部、子浦(こうら)地区の北西、旧三浜小学校の南隣りに鎮座している。
創建は不詳だが、式内社である伊波久良和気命神社（いわくらわけのみことじんじゃ）の論社であり、『伊豆国神階帳』にも「従四位上 いはくらわけの明神」と記されている古社である。

## 祭神
- 伊波久良別命（いわくらわけのみこと）